# Astragalus bolanderi
Espèce
Astragalus bolanderi est une espèce de plantes à fleurs de la famille des Fabaceae.

## Description

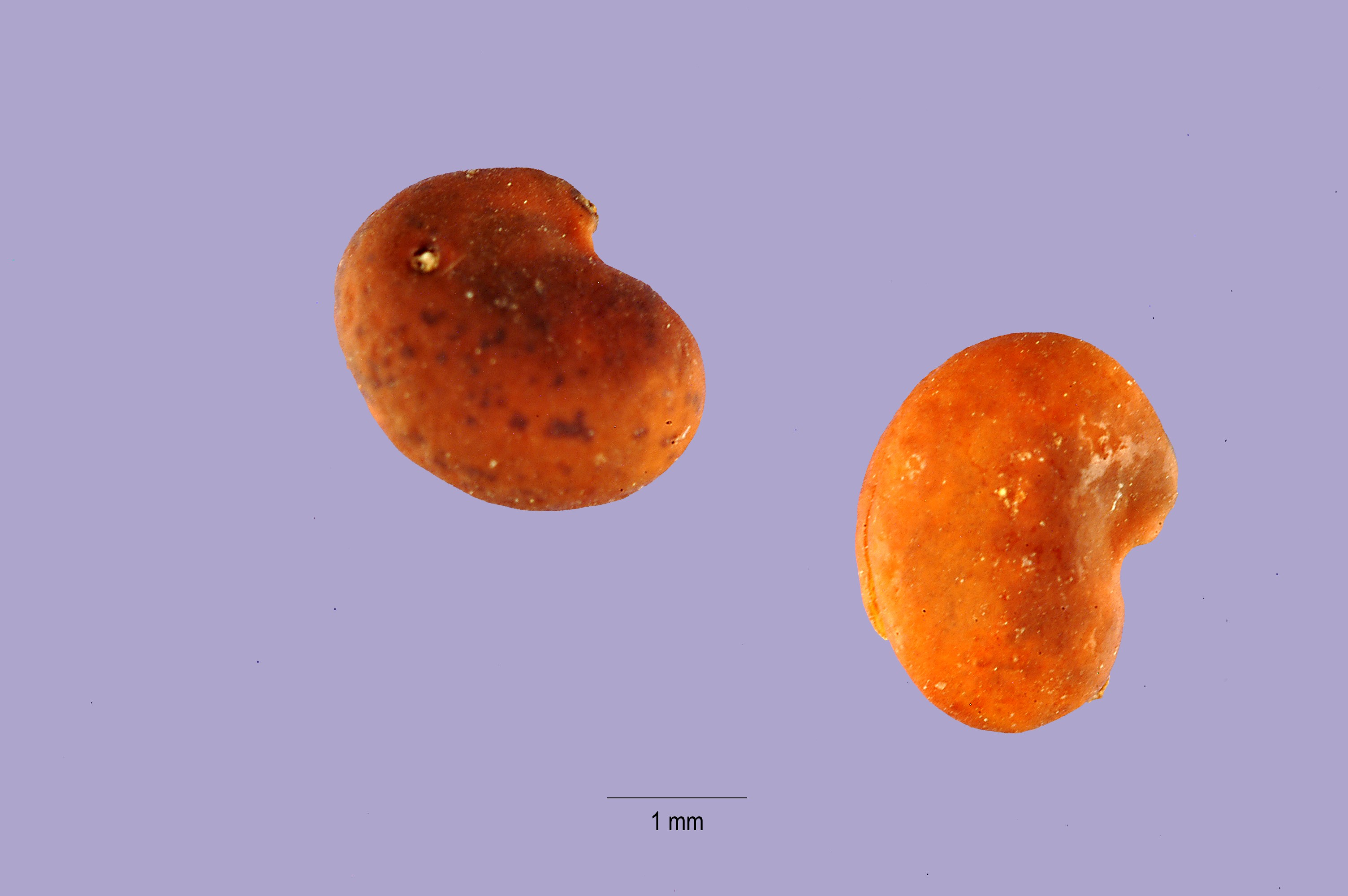
Graines d’Astragalus bolanderi.

Cette astragale est une plante herbacée pérenne.

## Nomenclature et systématique
Cette espèce a reçu d'autres appellations, synonymes mais non valides :
- Astragalus supervacaneus Greene
- Hesperonix bolanderi (A. Gray) Rydb.
- Tragacantha bolanderi (A. Gray) Kuntze